# Mistrzostwa Polski młodzików w koszykówce mężczyzn
Mistrzostwa Polski młodzików w koszykówce mężczyzn – turniej koszykarski o klubowe mistrzostwo Polski do lat 13. w koszykówce mężczyzn, rozgrywany cyklicznie.
W czerwcu 2020 Polski Związek Koszykówki obniżył granicę wieku uczestników rozgrywek do lat 13.

## Medaliści
| Sezon |                             |                                 |                          | MVP turnieju               |
| U–14  |                             |                                 |                          |                            |
| 1987  | Pogoń Prudnik               |                                 |                          | Tomasz Włodowski (Prudnik) |
| 2003  |                             | UKS Siódemka Sopot              |                          |                            |
| 2004  | WKS Śląsk Wrocław           |                                 |                          |                            |
| 2008  | WKK Wrocław                 | GTK Fluor-Britam Gliwice        | UKS Bryza Kolbudy        | Jan Grzeliński (WKK)       |
| 2009  | MKK Pyra Poznań             | UKS Kormoran Sieraków           | Novum Bydgoszcz          | Marek Walczak (MKK Pyra)   |
| 2010  | GTK Gdynia                  | WKK Wrocław                     | UKS Bryza Kolbudy        | Paweł Krefft (GTK Gdynia)  |
| 2011  | WKK Wrocław                 | MKS Polonia Warszawa            | MKK Pyra Poznań          | Michał Kapa (WKK)          |
| 2012  | WKK Wrocław                 | TKM Włocławek                   | UKS Jedynka Pelplin      | Dominik Rutkowski (WKK)    |
| 2013  | UKS Chromik Żary            | WKS Śląsk Wrocław               | MKS Piotrówka Radom      | Michał Kępiński (Żary)     |
| 2014  | TKM Włocławek               | UKS Siódemka Trefl Sopot        | MKK Pyra Poznań          | Andrzej Pluta (TKM)        |
| 2015  | WKK Wrocław                 | Twarde Pierniki Toruń           | UKS Jagiellonka Warszawa | Mateusz Kaszowski (WKK)    |
| 2016  | ŻAK Żory                    | MKS Dąbrowa Górnicza            | WKS Śląsk Wrocław        | Dawid Krzystek (Żory)      |
| 2017  | TKM Włocławek               | MKS Ochota Warszawa             | MKKS Rybnik              | Oliwier Bednarek (TKM)     |
| 2018  | Basketball Club Sieraków    | TKM Włocławek                   | WKK Wrocław              | Jan Śmiglak (Sieraków)     |
| 2019  | Basket Team Suchy Las       | UKS Akademia Koszykówki Komorów | BC Swiss Krono Żary      | Jan Nowicki (Suchy Las)    |
| 2020  |                             |                                 |                          |                            |
| U–13  |                             |                                 |                          |                            |
| 2021  | Akademia Koszykówki Komorów | AZS UW-MBA Warszawa             | MKS Pruszków             | Tomasz Bodzan (Komorów)    |

## Nagrody i wyróżnienia

### Składy najlepszych zawodników turnieju
| 2008 - Norman Zuber (WKK Wrocław) - Jan Grzeliński (WKK Wrocław) - Kosma Kołcz (Gliwice) - Łukasz Kajor (Gliwice) - Daniel Szymkiewicz (Kolbudy) 2009 - Kamil Zywert (UKS Kormoran Sieraków) - Damian Szymczak (UKS Kormoran Sieraków) - Andrzej Bielak (MKK Pyra Poznań) - Adam Mazur (WKK Wrocław) - Damian Jeszke (Novum Bydgoszcz) 2010 - Krzysztof Puchalski (MKS Pruszków) - Mateusz Korowajczyk (UKS Bryza Kolbudy) - Igor Wadowski (MKS Ochota Warszawa) - Paweł Krefft (GTK Gdynia) - Bartłomiej Rodak (WKK Wrocław) 2011 - Marcin Szymanowski (JKKS Górnik Wałbrzych) - Eryk Chmielewski (MKK Pyra Poznań) - Michał Kierlewicz (MKS Polonia Warszawa) - Piotr Cibisz (WKK Wrocław) - Wojciech Melone (WKK Wrocław) 2012 - Stefan Marchlewski (TKM Włocławek) - Marek Lewandowski (MKK Pyra Poznań) - Kamil Górski (UKS Jedynka Pelplin) - Michał Jędrzejewski (WKK Wrocław) - Michał Frydrysiak (Żak Koszalin) 2013 - Michał Kępiński (UKS Chromik Żary) - Maciej Leszczyński (UKS Chromik Żary) - Dominik Wilczek (WKS Śląsk Wrocław) - Łukasz Horn (WKK Wrocław) - Jakub Płatos (MKS Piotrówka Radom) | 2014 - Przemysław Zygmunciak (TKM Włocławek) - Filip Drozdowski (TKM Włocławek) - Patryk Koper (Kuźnia Koszykówki Stalowa Wola) - Sebastian Walda (UKS Siódemka Trefl Sopot) - Mikołaj Walczak (MKK Pyra Poznań) 2015 - Igor Yoka-Bratasz (WKK Wrocław) - Mateusz Bielecki (WKK Wrocław) - Jakub Ciemiński (Twarde Pierniki Toruń) - Michał Główka (UKS Kasprowiczanka Ostrów Wlkp. - Błażej Kulikowski (UKS Jagiellonka Warszawa) 2016 - Jakub Ulczyński (Novum Bydgoszcz) - Maciej Łatka (ŻAK Żory) - Nikodem Czoska (UKS Siódemka Trefl Sopot) - Patryk Zapert (MKS Dąbrowa Górnicza) - Michał Mindowicz (WKS Śląsk Wrocław) 2018 - Marcin Puchalski (Basketball Club Sieraków) - Piotr Kruszyński (Basketball Club Sieraków) - Mikołaj Wojciechowski (TKM Włocławek) - Szymon Paluch (WKK Wrocław) - Alan Duda (Energa Góra Lodowa Słupsk) 2019 - Franciszek Szular (UKS AK Komorów) - Paweł Sowiński (Twarde Pierniki Toruń) - Kacper Mysiorek (BC Swiss Krono Żary) - Piotr Mieloch (Basket Team Suchy Las) - Igor Urban (Basket Team Suchy Las) 2021 - Paul Truszczyński (Akademia Koszykówki Komorów) - Michał Zawarczyński (Akademia Koszykówki Komorów) - Aleksander Kleniewski (AZS UW-MBA Warszawa) - Oskar Dynek (MKS Pruszków) - Filip Aronowski (UKS Trójka Żyrardów) |